# 윌리엄 볼드윈
윌리엄 조지프 볼드윈(영어: William Joseph Baldwin, 1963년 2월 21일 ~ )는 미국의 배우이다.

## 출연 작품
- 유혹의 선
- 페어 게임
- 바이러스
- 분노의 역류
- 유혹은 밤 그림자처럼